# Aspalathus
Aspalathus er en slægt med næsten 280 arter, som udelukkende findes i Sydafrika. Det er buske eller – sjældent – små træer med meget varierende vækstformer. De har ofte tornede grene. Bladene sidder ofte i tætte bundter, og de er hele eller trekoblede uden stilk. Småbladene varierer fra flade til nåleagtigt runde, og de har ofte torne på spidsen. Blomsterne sidder for det meste i små bundter, men nogle arter har enlige blomster ved skudspidserne. Blomsterne er som regel gule, men nogle få arter har violette eller hvide blomster. Her omtales kun den ene art, der har økonomisk betydning i Danmark.
| Arter |

- Rooibos (Aspalathus linearis)

## Eksternt link
- Beskrivelse af slægten og enkelte arter Arkiveret 27. september 2007 hos  Wayback Machine (engelsk)